# Karen Hao
Karen Hao is een Amerikaanse journaliste, die als freelancer schrijft voor publicaties als The Atlantic,en daarvoor buitenlandcorrespondent in Hongkong was voor The Wall Street Journal en senior kunstmatige intelligentie-redacteur bij de MIT Technology Review. Ze is vooral bekend om haar berichtgeving over AI-onderzoek, ethiek van de technologie en de sociale impact van AI. 

In 2025 schreef zij de bestseller Empire of AI, over de geschiedenis van OpenAI, de cultuur van geheimhouding in het bedrijf, en de toewijding aan de belofte van kunstmatige algemene intelligentie (AGI).